# Goudwespen
Goudwespen (Chrysididae) vormen een familie van insecten die behoren tot de orde van de vliesvleugeligen (Hymenoptera). Samen met de platkopwespen (Bethylidae), tangwespen (Dryinidae) en de families Sclerogibbidae, Embolemidae, Plumariidae en Scolebythidae, vormen ze de superfamilie Chrysidoidea binnen de angeldragers (Aculeata). Wereldwijd zijn er meer dan 4000 soorten bekend, in Centraal-Europa zijn er ongeveer 120 soorten goudwespen.

## Kenmerken
Met hun opvallende, levendige metaalachtig glanzende (iriserende) kleur, behoren de goudwespen tot de meer opvallende vertegenwoordigers van de Hymenoptera, zelfs als de Europese soort amper tien millimeter groot wordt. Veel soorten zijn zelfs kleiner dan vijf millimeter.
De goudwesp verschilt van andere wespen door het aantal zichtbare ledematen op zijn achterlijf te verminderen tot 5 of minder. De overige segmenten zijn in elkaar geschoven en vormen een legboor bij vrouwen en een genitale buis bij mannen, die meestal in het achterlijf worden getrokken en niet zichtbaar zijn. De angel is rudimentair.
De voelsprieten bevatten elf segmenten, die zitten op een pedicellus dat is verbonden met het basale lid (scapus). De labiale palpen zijn driedelig, de maxillaire palpen bestaan uit 5 delen.

## Leefwijze
Alle goudwespen hebben een parasitaire manier van leven, zij het in verschillende vormen. Er zijn broedparasieten, waarbij de larve de gastheerlarve doodt en zich vervolgens voedt met de voedselvoorraad, en sluipwespen, die de volwassen larven of poppen van de gastheersoort aanvallen. Talrijke stekende insecten uit de groepen plooivleugelwespen, graafwespen of bijen kunnen als gastheersoorten worden beschouwd.

## Voortplanting
De eieren worden afgezet in nesten van solitaire bijen en wespen en komen direct uit. Vervolgens beginnen de larven te eten van de voedselvoorraad en de larven van hun gastheer.

## Verspreiding en leefgebied
Deze familie komt wereldwijd voor als parasiet op insecten.

## Systematiek
De familie goudwespen omvat in totaal 83 geslachten. Deze zijn samengevat in 5 subfamilies, als men de subfamilie Parnopinae toevoegt, die voorheen ook werd vermeld als stam Parnopini binnen de subfamilie Chrysidinae. In de Amiseginae, Cleptinae en Loboscelidiinae hebben mannetjes 5 zichtbare buiksegmenten, vrouwtjes hebben er 4. Mannetjes in de Parnopinae hebben er 4, vrouwtjes 3. In de stam Allocoeliini van de subfamilie Chrysidinae zijn bij beide geslachten slechts 2 tergieten en 3 sternieten zichtbaar. De andere stammen van deze subfamilie hebben elk 3 buiksegmenten bij beide geslachten.

## In Nederland waargenomen soorten
- Genus: Chrysis
  - Chrysis analis
  - Chrysis angustula
  - Chrysis bicolor
  - Chrysis brevitarsis
  - Chrysis comparata
  - Chrysis corusca
  - Chrysis equestris - (Regenbooggoudwesp)
  - Chrysis fasciata
  - Chrysis fulgida
  - Chrysis gracillima
  - Chrysis ignita - (Gewone Goudwesp)
  - Chrysis immaculata
  - Chrysis impressa
  - Chrysis inaequalis
  - Chrysis indigotea
  - Chrysis iris
  - Chrysis leptomandibularis
  - Chrysis longula
  - Chrysis mediadentata
  - Chrysis mediata
  - Chrysis obtusidens
  - Chrysis pseudobrevitarsis
  - Chrysis ruddii
  - Chrysis rutilans
  - Chrysis rutiliventris
  - Chrysis sexdentata
  - Chrysis solida
  - Chrysis subcoriacea
  - Chrysis terminata
  - Chrysis viridula
- Genus: Chrysura
  - Chrysura austriaca
  - Chrysura cuprea
- Genus: Cleptes
  - Cleptes nitidulus
  - Cleptes semiauratus
  - Cleptes semicyaneus
- Genus: Elampus
  - Elampus constrictus
  - Elampus foveatus
  - Elampus panzeri
- Genus: Hedychridium
  - Hedychridium ardens
  - Hedychridium coriaceum
  - Hedychridium cupratum
  - Hedychridium femoratum
  - Hedychridium roseum
- Genus: Hedychrum
  - Hedychrum gerstaeckeri
  - Hedychrum niemelai
  - Hedychrum nobile
  - Hedychrum rutilans
- Genus: Holopyga
  - Holopyga austrialis
  - Holopyga generosa
- Genus: Omalus
  - Omalus aeneus
  - Omalus biaccinctus
- Genus: Philoctetes
  - Philoctetes bidentulus
  - Philoctetes truncatus
- Genus: Pseudomalus
  - Pseudomalus auratus
  - Pseudomalus pusillus
  - Pseudomalus triangulifer
  - Pseudomalus violaceus
- Genus: Pseudospinolia
  - Pseudospinolia neglecta
- Genus: Spinolia
  - Spinolia unicolor
- Genus: Trichrysis
  - Trichrysis cyanea